# Nalasut
Nalasut [ˈnalasut] (nach alter Rechtschreibung Nalassut) ist eine wüst gefallene grönländische Schäfersiedlung im Distrikt Nanortalik in der Kommune Kujalleq.

## Lage
Nalasut liegt an der Südküste der Bucht Tasiusaq, die namensgebend für den 2,8 km nordwestlich liegenden Ort Tasiusaq ist. 4 km nördlich liegt am Nordufer der Bucht die Schäfersiedlung Saputit. Die Bucht mündet in den Tasermiut Kangerluat (Ketilsfjord), an dem auch die Schäfersiedlung Nuugaarsuk liegt.

## Geschichte
Nalasut wurde 1967 gegründet und hatte im ersten Jahr sieben Einwohner. Im Folgejahr waren es nur noch sechs.

## Bevölkerungsentwicklung
Zwischen 1994 und 2001 war Nalasut unbewohnt. 2012 wurden noch zwei Einwohner gezählt, während Nalasut 2013 wieder unbewohnt war. Einwohnerzahlen der Schäfersiedlungen sind letztmals für 2013 bekannt. Nalasut wird statistisch unter „Farmen bei Tasiusaq“ geführt.